# Route nationale 5 (Mali)
Pour les articles homonymes, voir Route nationale 5.
La RN5 est une autoroute de la république du Mali qui démarre à un rond-point de la capitale Bamako et se termine à Naréna à la frontière avec la Guinée. Là, elle rejoint la N6. Il mesure 123 kilomètres de long.